# Circuito de Baloncesto de la Costa del Pacífico 2009
La Temporada 2009 del CIBACOPA fue la novena edición del Circuito de Baloncesto de la Costa del Pacífico. Se jugó una temporada regular de 200 partidos (40 juegos por cada uno de los 10 equipos), que comenzó el 27 de febrero de 2009.
La postemporada inició el 11 de mayo y terminó el 11 de junio.

## Campeón de Liga
El Campeonato del Circuito de Baloncesto de la Costa del Pacífico lo obtuvieron los Mineros de Cananea, los cuales derrotaron en la Serie Final a los Caballeros de Culiacán por 4 juegos a 2, coronándose el equipo cananense en calidad de local en el Gimnasio "Luis Encinas Johnson" de Cananea, Sonora.

## Equipos participantes
| Circuito de Baloncesto de la Costa del Pacífico 2009 |                        |
| Equipo                                               | Ciudad                 |
| Fuerza Guinda de Nogales                             | Nogales, Sonora        |
| Mineros de Cananea                                   | Cananea, Sonora        |
| Ostioneros de Guaymas                                | Guaymas, Sonora        |
| Rayos de Hermosillo                                  | Hermosillo, Sonora     |
| Trigueros de Ciudad Obregón                          | Ciudad Obregón, Sonora |

| Circuito de Baloncesto de la Costa del Pacífico 2009 |                     |
| Equipo                                               | Ciudad              |
| Caballeros de Culiacán                               | Culiacán, Sinaloa   |
| Coras UAN de Tepic                                   | Tepic, Nayarit      |
| Frayles de Guasave                                   | Guasave, Sinaloa    |
| Lobos UAD de Mazatlán                                | Mazatlán, Sinaloa   |
| Pioneros de Los Mochis                               | Los Mochis, Sinaloa |

## Clasificación
- Actualizadas las clasificaciones al 31 de enero de 2009.

JJ = Juegos Jugados, JG = Juegos Ganados, JP = Juegos Perdidos, Ptos. = Puntos Obtenidos = (JGx2)+(JP)
| Clasificado a los playoffs |

| Eliminado de los playoffs |

| Zona Norte                  |    |    |    |       |
| Equipo                      | JJ | JG | JP | Ptos. |
| Mineros de Cananea          | 40 | 33 | 7  | 73    |
| Rayos de Hermosillo         | 40 | 22 | 18 | 64    |
| Ostioneros de Guaymas       | 40 | 20 | 20 | 60    |
| Trigueros de Ciudad Obregón | 40 | 18 | 22 | 58    |
| Fuerza Guinda de Nogales    | 40 | 8  | 32 | 48    |

| Zona Sur               |    |    |    |       |
| Equipo                 | JJ | JG | JP | Ptos. |
| Caballeros de Culiacán | 40 | 29 | 11 | 69    |
| Frayles de Guasave     | 40 | 22 | 18 | 64    |
| Lobos UAD de Mazatlán  | 40 | 22 | 18 | 64    |
| Pioneros de Los Mochis | 40 | 13 | 27 | 53    |
| Coras UAN de Tepic     | 40 | 13 | 27 | 53    |

## Líderes individuales
| Categoría      | Jugador                                         | Promedio |
| -------------- | ----------------------------------------------- | -------- |
| Puntos         | Letheal Leneir Cook (Mineros de Cananea)        | 25.5     |
| Rebotes        | Reginald Jordan (Rayos de Hermosillo)           | 9.9      |
| Asistencias    | Pedro David Meza Rogel (Caballeros de Culiacán) | 5.4      |
| Robos de Balón | James Parker (Pioneros de Los Mochis)           | 2.4      |
| Tapones        | Ja Ja Richards (Ostioneros de Guaymas)          | 1.8      |